# Rashaun Broadus
Rashaun Eneal Broadus (Mililani Town, 5 agosto 1984) è un ex cestista statunitense naturalizzato albanese.